# Bernières-sur-Seine
Bernières-sur-Seine era una comuna francesa situada en el departamento de Eure, de la región de Normandía, que el 1 de enero de 2017 pasó a ser una comuna delegada de la comuna nueva de Les Trois-Lacs al fusionarse con las comunas de Tosny y Venables.

## Demografía
| Gráfica de evolución demográfica de Bernières-sur-Seine entre 1800 y 2014 |
|                                                                           |

Los datos demográficos contemplados en este gráfico de la comuna de Bernières-sur-Seine se han cogido de 1800 a 1999 de la página francesa EHESS/Cassini, y los demás datos de la página del INSEE.